# Volta a Alemanya 2006
La Volta a Alemanya 2006 va ser 30a edició de la Volta a Alemanya. Es va córrer entre l'1 i el 9 d'agost del 2006. La cursa formava part del calendari UCI ProTour 2006.
El vencedor final fou l'alemany Jens Voigt (Team CSC) per davant de Levi Leipheimer i Andrei Kàixetxkin. La classificació dels punts que recaigué en mans d'Erik Zabel, la de la muntanya per Sebastian Lang i la de joves per Vladímir Gússev. L'equip Gerolsteiner guanyà la classificació per equips.

## Equips participants
Hi prengueren part els 22 equips. Els 20 equips UCI ProTour, més el Team Wiesenhof i el Team Vorarlberg amb wild-card:
| Núm.    | Codi | Equip                          |
| ------- | ---- | ------------------------------ |
| 1-8     | GST  | Team Gerolsteiner              |
| 11-18   | TMO  | T-Mobile Team                  |
| 21-28   | LAM  | Lampre-Fondital                |
| 31-38   | CSC  | Team CSC                       |
| 41-48   | PHO  | Phonak Hearing Systems         |
| 51-58   | CEI  | Caisse d'Epargne-Illes Balears |
| 61-68   | DSC  | Discovery Channel              |
| 71-78   | RAB  | Rabobank                       |
| 81-88   | LSW  | Astana-Würth Team              |
| 91-98   | DVL  | Davitamon-Lotto                |
| 101-108 | QSI  | Quick Step-Innergetic          |

| Núm.    | Codi | Equip                |
| ------- | ---- | -------------------- |
| 111-118 | SDV  | Saunier Duval-Prodir |
| 121-128 | C.A  | Crédit Agricole      |
| 131-138 | COF  | Cofidis              |
| 141-148 | EUS  | Euskaltel-Euskadi    |
| 151-158 | A2R  | AG2R Prévoyance      |
| 161-168 | MRM  | Team Milram          |
| 171-178 | LIQ  | Liquigas             |
| 181-188 | BTL  | Bouygues Télécom     |
| 191-198 | FDJ  | Française des Jeux   |
| 201-208 | WIE  | Team Wiesenhof-AKUD  |
| 211-218 | VBG  | Team Vorarlberg      |

## Recorregut i etapes
| Et. | Data      | Recorregut                                            | Km  | Vencedor d'etapa | Líder de la general |
| 1a  | 1 d'agost | Düsseldorf - Düsseldorf                               | 5   | Vladímir Gússev  | Vladímir Gússev     |
| 2a  | 2 d'agost | Düsseldorf - Bielefeld                                | 198 | Assan Bazàiev    | Vladímir Gússev     |
| 3a  | 3 d'agost | Minden (Rin del Nord-Westfàlia) - Goslar              | 209 | Jens Voigt       | Vladímir Gússev     |
| 4a  | 4 d'agost | Witzenhausen - Schweinfurt                            | 202 | Gerald Ciolek    | Vladímir Gússev     |
| 5a  | 5 d'agost | Heidenheim - Bad Tölz                                 | 192 | Graeme Brown     | Erik Zabel          |
| 6a  | 6 d'agost | Bad Tölz - Seefeld in Tirol (AUT)                     | 189 | Levi Leipheimer  | Jens Voigt          |
| 7a  | 7 d'agost | Seefeld in Tirol (AUT) - Sankt Anton am Arlberg (AUT) | 180 | Jens Voigt       | Jens Voigt          |
| 8a  | 8 d'agost | Bad Säckingen - Bad Säckingen (CRI)                   | 40  | Jens Voigt       | Jens Voigt          |
| 9a  | 9 d'agost | Bad Krozingen - Karlsruhe                             | 182 | Graeme Brown     | Jens Voigt          |

## Classificacions finals

### Classificació general
|    | Ciclista          | Equip             | Temps       |
| -- | ----------------- | ----------------- | ----------- |
| 1  | Jens Voigt        | Team CSC          | 32h 11' 10" |
| 2  | Levi Leipheimer   | Gerolsteiner      | + 1'38"     |
| 3  | Andrei Kàixetxkin | Astana-Würth Team | + 2'23"     |
| 4  | Vladímir Gússev   | Discovery Channel | + 2'33"     |
| 5  | Ievgueni Petrov   | Lampre-Fondital   | + 2'57"     |
| 6  | Marzio Bruseghin  | Lampre-Fondital   | + 3'42"     |
| 7  | Íñigo Cuesta      | Team CSC          | + 4'08"     |
| 8  | Stijn Devolder    | Discovery Channel | + 4'09"     |
| 9  | Eddy Mazzoleni    | T-Mobile Team     | + 4'36"     |
| 10 | Pablo Lastras     | Caisse d'Epargne  | + 4'38"     |

| Pos | Ciclista          | Equip             | Pts |
| --- | ----------------- | ----------------- | --- |
| 1   | Erik Zabel        | Team Milram       | 115 |
| 2   | Jens Voigt        | Team CSC          | 88  |
| 3   | Andrei Kàixetxkin | Astana-Würth Team | 62  |

| Pos | Ciclista          | Equip             | Pts |
| --- | ----------------- | ----------------- | --- |
| 1   | Sebastian Lang    | Gerolsteiner      | 21  |
| 2   | Andrei Kàixetxkin | Astana-Würth Team | 21  |
| 3   | Jens Voigt        | Team CSC          | 20  |

| Pos | Ciclista          | Equip             | Pts         |
| --- | ----------------- | ----------------- | ----------- |
| 1   | Vladímir Gussev   | Discovery Channel | 32h 13' 43" |
| 2   | Stefan Schumacher | Gerolsteiner      | + 2'15"     |
| 3   | Thomas Dekker     | Rabobank          | + 3'49"     |

| Pos | Equip             | Temps       |
| --- | ----------------- | ----------- |
| 1   | Team Gerolsteiner | 96h 42' 18" |
| 2   | Team CSC          | + 13"       |
| 3   | Discovery Channel | + 3'01"     |